# USA's nationale sikkerhedsråd
USA's nationale sikkerhedsråd (Engelsk.The White House National Security Council (NSC)) er det vigtigste forum som præsidenten bruger når han mødes sammen med sine senior nationale sikkerhedsrådgivere og medlemmer af kabinettet, og det er en del af præsidenten for De Forenede Staters udøvende embede (Engelsk: Executive Office of the President of the United States). Siden dets opståen under præsident Harry S. Truman har dets rolle været at rådgive og hjælpe præsidenten med spørgsmål vedrørende national sikkerhed og udenrigspolitik. Rådet tjener også som præsidentens vigtigste organ til at koordinere disse politikker med forskellige regeringsagenturer. Mange andre lande har lignende sikkerhedsråd.
| Opbygningen af USA's nationale sikkerhedsråd | Opbygningen af USA's nationale sikkerhedsråd |
| -------------------------------------------- | --- |
| Formand                                      | Donald J. Trump (USA's præsident) |
| Faste deltagere                              | Mike Pence (Vicepræsident) Michael R. Pompeo (Udenrigsminister) Jim Mattis (Forsvarsminister) |
| Militær rådgiver                             | Admiral Michael Mullen (forsvarschef) |
| Efterretningsrådgiver                        | Dan Coats (leder af det nationale efterretningsvæsen) |
| Jævnlige deltagere                           | James L. Jones (National sikkerhedsrådgiver) Rahm Emanuel (Præsidentens stabschef) Thomas E. Donilon (Stedf. national sikkerhedsrådgiver)                                                                        |
| Andre deltagere                              | Tim Geithner (Finansminister) Eric Holder (Justitsminister) Janet Napolitano (Minister for intern sikkerhed) Greg Craig (Juridisk rådgiver) Lawrence Summers (Økonomisk chefrådgiver) Susan Rice (FN-ambassadør) |